# Marcus Jastrow
Pour les articles homonymes, voir Jastrow.

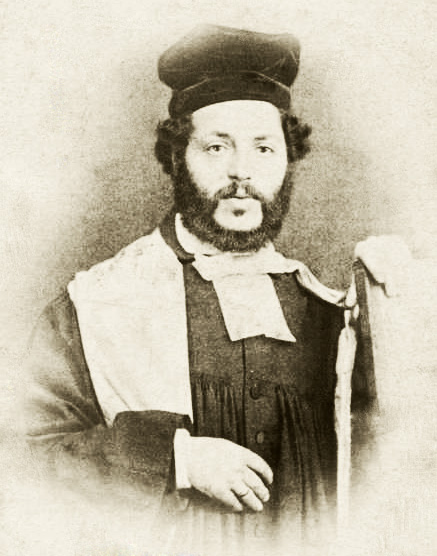
Marcus Jastrow

Marcus Jastrow (5 juin 1829 - 13 octobre 1903) est un rabbin américain du XIXe siècle. Érudit talmudiste renommé, il est principalement connu pour être l'auteur du célèbre dictionnaire en anglais A Dictionary of the Targumim, Talmud Babli, Talmud Yerushalmi and Midrashic Literature (Un dictionnaire des Targoumim, du Talmud de Babylone, du Talmud de Jérusalem et de la littérature midrashique).

## Biographie

### Ses études
Marcus Jastrow est né en 1829 à Rogasen dans le grand-duché de Posen, alors sous domination prussienne. Il est le cinquième enfant d'Abraham Jastrow et de Yetta (Henrietta) Rolle. Jusqu'en 1840, il reçoit une éducation privée. En 1844, il entre en troisième année au lycée Frédéric-Guillaume de Posen, actuellement Poznań à l'ouest de la Pologne, d'où il ressort diplômé en 1852. Puis il étudie à Halle, où il obtient en 1855 son diplôme de docteur en philosophie. En même temps, il poursuit des études juives et à 24 ans en 1853, il reçoit son ordination rabbinique, du rabbin orthodoxe Moses Feilchenfeld à Rogasen et plus tard, en 1857, du rabbin orthodoxe Wolf Landau à Dresde. Jastrow enseigne alors brièvement dans des écoles juives orthodoxes de Berlin, tout d'abord à l'école du Dr David Rosen, puis à l'école Michael Sachs.

### Participation à la révolte polonaise
En 1858, Jastrow s'installe à Varsovie et devient rabbin de l'importante communauté juive orthodoxe. Il étudie le polonais et s'intéresse aux conditions du peuple polonais. Le 27 février 1861, le sentiment national polonais est si exacerbé que le gouvernement russe fait appel à l'armée. Cinq manifestants sont tués dans le Krakowskie Przedmieście ("Faubourg de Cracovie") de Varsovie, et leur enterrement et le service funèbre se transforment en manifestation patriotique. Pour la première fois, ceux que l'on désigne amicalement sous le nom de frères de l'Ancien Testament, les Juifs, participent à cette manifestation en tant que communauté. Bien que ce soit chabbat, trois rabbins, dont Jastrow, se joignent au cortège funèbre ; lors du service funèbre dans sa synagogue, qui a également lieu le chabbat, Jastrow prononce son premier sermon en polonais, ce qui soulève un tel enthousiasme que le dimanche, son auditoire se regroupe pour l'écouter et prendre des notes sous sa dictée. En dépit de la censure, le sermon est imprimé et distribué à plus de dix mille exemplaires en une semaine.
Bien que controversée, la lecture d'un sermon en langue polonaise ni le fait de suivre un cortège funèbre à pied le jour du chabbat ne violaient pas les préceptes juifs orthodoxes de l'époque.
Sous des prétextes divers, les trois rabbins sont arrêtés le 10 novembre 1861 et incarcérés dans la citadelle de Varsovie. Pendant vingt-trois jours, Jastrow est maintenu isolé en cellule, puis pendant 72 jours il est enfermé dans la même cellule que le rabbin Meisel. Sa libération intervient le 12 février 1862, lorsqu'il est expulsé en tant que sujet prussien. Pendant son emprisonnement, on lui demande de répondre par écrit à trois questions sur les relations entre les Juifs et les Chrétiens polonais concernant leur opposition au gouvernement.

### Retour à Varsovie
Jastrow, malade, accompagné de sa famille, passe le printemps et l'été 1862 à Breslau, puis à Berlin et à Dresde; enfin à l'automne il accepte un poste de rabbin de la communauté orthodoxe de Mannheim. Quelques semaines plus tard, en novembre 1862, l'ordre d'expulsion le concernant est révoqué, ce qui conduit à une controverse entre la communauté de Mannheim et celle de Varsovie qui avait continué à payer son salaire jusqu'à sa nomination à Mannheim. À la demande de Jastrow, la communauté de Mannheim le libère de son engagement. En janvier 1863, quelques mois après son retour à Varsovie, l'insurrection éclate à Varsovie et alors que Jastrow se trouve en voyage, son passeport prussien lui est retiré. Il se voit alors interdit de retourner à Varsovie.
Jastrow profite de cette période polonaise pour écrire un certain nombre d'ouvrages : Die Lage der Juden in Polen (La Situation des Juifs en Pologne); Kazania Polskie un recueil de ses sermons en polonais (Posen, 1863); Die Vorläufer des Polnischen Aufstandes ("Les prémices de la révolte polonaise"). Il a très probablement eu une part très active dans la rédaction de "Beleuchtung eines Ministeriellen Gutachtens" ("Perspective d'une expertise ministérielle"). En juillet 1864, Jastrow accepte le poste de rabbin orthodoxe de la région de Worms et pendant son séjour à Worms, il écrit Vier Jahrhunderte aus der Gesch. der Juden von der Zerstörung des Ersten Tempels bis zur Makkabäischen Tempelweihe ("Quatre siècles de l'histoire des Juifs, de la destruction du Premier Temple jusqu'à la consécration du temple des Maccabées").

### L'organisation des communautés juives américaines
À l'automne 1866, il émigre aux États-Unis où il est nommé rabbin de la communauté ashkénaze Rodeph Shalom de Philadelphie (à l'époque orthodoxe ; elle deviendra plus tard l'une des congrégations-phares du judaïsme réformé aux États-Unis), avec laquelle il restera lié jusqu'à la fin de sa vie. À cette époque, le problème dominant concerne l'organisation des communautés juives américaines, diligenté dans les états de l'est par le rabbin orthodoxe Isaac Leeser (en), et à l'ouest par le rabbin réformé Isaac Mayer Wise. Les points principaux sont l'éducation supérieure, la représentation et les modifications liturgiques. La personnalité de Jastrow en fait rapidement un personnage incontournable pour la recherche de solutions.
Quand, à la suite des efforts de Leeser, le premier collège rabbinique aux États-Unis, le Maimonides College, s'ouvre en octobre 1867 à Philadelphie, Jastrow y occupe la chaire de philosophie religieuse et d'histoire juive, et plus tard aussi celle d'exégèse biblique. Il restera un des dirigeants de l'établissement jusqu'à sa fermeture quatre ans plus tard. Il appuie le plan d'organisation du bureau des délégués aux droits civils et religieux, et sous son autorité est fondée en 1873, la Jewish Publication Society of America, la première société d'édition américaine d'ouvrages juifs en anglais.
Mais sa principale activité de 1867 à 1871, est son combat actif contre les idées exprimées dans les résolutions des conférences rabbiniques de 1869 et de 1871. Son opposition le conduit à publier une série d'articles polémiques dans The Hebrew Leader et le The Jewish Times.
En même temps, il collabore avec le principal rabbin orthodoxe de Boston, Benjamin Szold (en), pour la révision du livre de prières de ce dernier (Abodat Yisrael) et du livre de prières familial (Hegyon Leb) et leur traduction en langue anglaise. Son prestige conduisit à la consolidation et à la croissance de sa propre communauté.

### Son œuvre majeure
En 1876 Jastrow tombe gravement malade et doit, pendant quelques années, restreindre ses activités publiques pour raison de santé et séjourner dans le sud de l'Europe. C'est pendant cette période de repos qu'il conçoit sa grande œuvre, A Dictionary of the Targumim, the Talmud Babli and Yerushalmi, and the Midrashic Literature. En 1895, quand le dictionnaire est presque terminé en tant que manuscrit, la Jewish Publication Society of America confie à Jastrow la responsabilité éditoriale de sa nouvelle traduction de la Bible en langue anglaise. À sa mort, plus de la moitié de la traduction de la Bible a déjà été révisée par ses soins. En plus de ces deux activités importantes, il est membre du comité éditorial de la Jewish Publication Society depuis sa création et est lié à la Jewish Encyclopedia comme éditeur du département Talmud; il participe aussi activement aux délibérations de l'Association des officiants juifs, est membre de l'Alliance israélite universelle à Paris, fait partie du conseil de Mekitze Nirdamim (société pour la publication de vieux manuscrits en hébreu), est vice-président de la Fédération américaine des sionistes, et s'occupe des immigrants russes aussi bien sur le plan matériel qu'intellectuel. .
Jastrow, en tant que rabbin progressiste, accepte initialement que sa communauté rejoigne l'Union of American Hebrew Congregations, l'union des communautés réformées. À cette époque, la séparation entre le judaïsme réformé ou libéral et le judaïsme moderne/progressiste n'est pas encore précisément définie. Après la Conférence de Pittsburgh sur le judaïsme réformé en 1885 dont les conclusions sont reprises dans la plate-forme de Pittsburgh, Jastrow, à l'exemple de nombreux autres rabbins, décide d'annuler l'adhésion de sa communauté.
En 1886 avec le rabbin Henry Pereira Mendes (en) (fondateur de l’Union orthodoxe), il aide le rabbin Sabato Morais à fonder le Jewish Theological Seminary of America. Ce n'est qu'en 1913, dix ans après la mort de Jastrow, que la génération suivante des dirigeants modifiera les principes orthodoxes de l'école d'où émergera alors le judaïsme conservateur.

### Sa mise à l'écart
Jastrow est mis à l'écart de sa communauté en septembre 1892 en faveur du rabbin réformé, Henry Berkowitz. Jastrow attribue cette décision à la popularité croissante des réformes libérales et le désir de la communauté d'entrer en concurrence avec les synagogues plus libérales. Dans son discours de départ, il fustige sa communauté, insistant que « celui qui ne se sent pas lui-même en unisson avec les principes de la religion d'Israël tels qu'ils ont été transmis de génération en génération, n'est pas digne d'occuper une chaire juive destinée à la proclamation des doctrines juives ». Il va faire tous ses efforts pour empêcher l'introduction des réformes, y compris par de nombreux articles de presse En 1894, le comité de direction de la communauté se sent obligé de lui écrire pour lui demander de s'abstenir de publier des articles qui pourraient créer des conflits dans la communauté. Il est nommé alors rabbin honoraire de la communauté jusqu'à sa mort en 1903, à Germantown (Philadelphie), le jour de Chemini Atseret, huitième jour de la fête de Souccot.
En 1900, l'université de Pennsylvanie lui confère le titre de docteur en littérature pour l'ensemble de son œuvre.
En plus des journaux précédemment mentionnés, Jastrow a publié des articles dans les revues suivantes : Revue des études juives; le Monatsschrift de Frankel; le Magazin für die Wissenschaft des Judenthums de Berlin; Sippurim; le Journal of Biblical Literature; Hebraica; Young Israel; Libanon; Jewish Record; Jewish Messenger; American Hebrew; Jewish Exponent, etc.
Marcus Jastrow est le père du psychologue Joseph Jastrow et de l'orientaliste Morris Jastrow, Jr.